# Poveste cu dinozauri
Poveste cu dinozauri (titlu original: We're Back! A Dinosaur's Story) este un film american SF de comedie de animație din 1993 regizat de Simon Wells și Phil Nibbelink.

## Prezentare
Căpitanul Ochi Noi călătorește în trecut pentru a hrăni dinozaurii cu Cereale pentru Minte. Din această cauză dinozaurii devin mai inteligenți și blânzi. Ei sunt de acord să călătorească în prezentul nostru pentru a îndeplini dorințele copiilor din New York.

## Distribuție
- John Goodman - Rex, un Tyrannosaurus rex
- René Le Vant - Woog
- Felicity Kendal - Elsa
- Charles Fleischer - Dweeb
- Walter Cronkite - Căpitanul Ochi Noi (Captain Neweyes)
- Jay Leno - Vorb
- Joey Shea - Louie
- Julia Child - Dr. Juliet Bleeb
- Kenneth Mars - Professor Screweyes
- Yeardley Smith - Cecilia Nuthatch
- Martin Short - Stubbs the Clown
- Blaze Berdahl - Buster the Bird
- Rhea Perlman - Buster's Mother